# Adil Rashid
Adil Usman Rashid (* 17. Februar 1988 in Bradford, Vereinigtes Königreich) ist ein englischer Cricketspieler, der seit 2009 für die englische Nationalmannschaft spielt.

## Kindheit und Ausbildung
Rashid wurde als 14-Jähriger durch Terry Jenner entdeckt. Von dort an wurde er im englischen System gefördert und durchlief die Yorkshire Academy. Im Juli 2005 erhielt er Einsätze im zweiten Team von Yorkshire.

## Aktive Karriere

### Erster Auftritt in der Nationalmannschaft und Comeback
In der Saison 2006 gab er sein Debüt für Yorkshire. In der Saison 2008/09 war er als Backup bei Touren in Indien und in den West Indies mit dabei, kam dort aber jeweils nicht zum Einsatz. Sein Debüt in der Nationalmannschaft gab er beim ICC World Twenty20 2009 gegen die Niederlande, nachdem er für den Verletzten Andrew Flintoff nachrückte. Im August gab er sein Debüt im ODI-Cricket in Irland. Jedoch konnte er sich zunächst nicht etablieren und fiel Ende 2009 wieder aus dem Team, nachdem seine Leistungen nicht überzeugten. In den folgenden Jahren arbeitete er in Yorkshire an seinem Spiel. In der Saison 2012 wurde er kurzzeitig aus dem Kader entfernt, was im Club für aufsehen sorgte, jedoch konnte er sich zum Ende der Saison wieder etablieren. Unter anderem wurde er für seine spielerische Entwicklung öffentlich Geoffrey Boycott stark kritisiert. Vor der nächsten Saison gab Rashid ein Interview im The Independent in dem er den Club und den damaligen Kapitän Andrew Gale stark kritisierte. Zwar konnte er sich nicht über seine Bowling-Leistungen ihm Team halten, jedoch wurde sein Batting deutlich besser. Er stabilisierte sich dann in den Folgejahren, auch weil Jason Gillespie das Coaching in Yorkshire übernahm.
Im Sommer 2015 kam er wieder zurück ins Nationalteam. Gegen Neuseeland konnte er im ersten ODI neben 4 Wickets für 55 Runs beim Bowling auch ein Fifty über 69 Runs am Schlag erzielen. Im September konnte er ebenfalls 4 Wickets (4/59) gegen Australien erreichen. Zu Beginn der Saison 2015/16 gab er gegen Pakistan sein Test-Debüt. Im ersten Test konnte er 5 Wickets für 64 Runs erreichen, bevor er im zweiten Test ein Fifty über 61 Runs erreichte. In der ODI-Serie der Tour gelangen ihm 3 Wickets für 78 Runs. Im Frühjahr wurde er für den ICC World Twenty20 2016 nominiert und konnte dort unter anderem gegen Afghanistan 2 Wickets für 18 Runs erzielen. Im September 2016 erreichte er 3 Wickets für 47 Runs gegen Pakistan. Im Folgemonat reiste er mit dem Team nach Bangladesch. Dort konnte er zunächst in den ODIs zwei Mal vier Wickets (4/49 und 4/43) erzielen, bevor ihm das ebenfalls (4/52) im zweiten Test gelang. Es folgte eine Tour in Indien. Im ersten Test erzielte er sieben Wickets (4/114 & 3/64). Im zweiten Test konnte er 4 Wickets für 82 Runs erreichen, bevor ihm im dritten 4 Wickets für 118 Runs gelangen. Im vierten fügte er noch einmal vier Wickets (4/192) hinzu, wodurch er die Serienniederlage jedoch nicht verhindern konnte.

### First-Class-Rücktritt und Test-Comeback
Im Sommer 2017 gegen Irland erzielte er sein erstes ODI-Five-for, als ihm 5 Wickets für 27 Runs gelangen, wofür er als Spieler des Spiels ausgezeichnet wurde. Im Rahmen der ICC Champions Trophy 2017 erreichte er gegen Australien 4 Wickets für 41 Runs. Gegen die West Indies erreichte er in der ODI- (3/34) und Twenty20-Serie (3/25) jeweils ein Mal drei Wickets. Im Januar gelangen ihm dann in Australien 3 Wickets für 49 Runs, bevor er in Neuseeland 3 Wickets für 42 Runs erreichte. Daraufhin entschied er in Yorkshire auf einen First-Class-Vertrag zu verzichten und sich komplett auf die kurzen Formate zu konzentrieren. Damit löste er eine Welle aus, da ihm mehrere Spieler in diesem Schritt folgten. Im Sommer 2018 erzielte er in den ODIs gegen Australien einmal drei (3/70) und einmal vier Wickets (4/47), und im Twenty20 ebenfalls drei Wickets (3/27). Für letzteres wurde er als Spieler des Spiels ausgezeichnet. Diese Leistung führte dazu, dass der englische Coach Trevor Bayliss ihn überraschend wieder für einen Test-Einsatz in betracht zog. Gegen Indien konnte er 3 Wickets für 49 Runs in den ODIs erreichen und erhielt dann tatsächlich eine Nominierung für die Test-Serie. Dort gelangen ihm dann im dritten Test 3 Wickets für 101 Runs.
Zu Beginn der Saison 2018/19 erzielte er in Sri Lanka zunächst vier Wickets (4/36) in den ODIs, bevor ihm 3 Wickets für 11 Runs in den Twenty20s gelangen. In der Test-Serie gelangen ihm dann 3 Wickets für 75 Runs im zweiten Test und 5 Wickets für 49 Runs ihm dritten. Damit wurde er auch für die Test-Serie in den West Indies nominiert. Doch dort spielte er nur einen Test, bei dem er kein Wicket erzielte, bevor er aus persönlichen Gründen abreiste. Es sollte der letzte Test sein, den er bestritt. Zurück für die ODI-Serie konnte er im ersten Spiel 3 Wickets für 47 Runs und im vierten 5 Wickets für 85 Runs erreichen. Im Sommer war er Teil des Teams für den Cricket World Cup 2019. Gegen Afghanistan gelangen ihm 3 Wickets für 66 Runs und im Halbfinale gegen Australien konnte er mit 3 Wickets für 54 Runs einen wichtigen Beistrag für den Finaleinzug leisten. Dort konnte er sich dann mit dem Team gegen Neuseeland durchsetzen und den Titel sichern. Nach einer kurz darauf erlittenen Schulterverletzung musste er für mehrere Monate aussetzen.

### Gewinn der Twenty20-Weltmeisterschaft
Im Februar 2020 erreichte 3 Wickets für 51 Runs in Südafrika, wofür er als Spieler des Spiels ausgezeichnet wurde. Im Sommer erzielte er 3 Wickets für 34 Runs in den ODIs gegen Irland und 3 Wickets für 21 Runs gegen Australien. Im Sommer 2021 gelangen ihm 4 Wickets für 35 Runs in den Twenty20s gegen Pakistan und ermöglichte so den Seriensieg. Damit wurde er auch für den ICC Men’s T20 World Cup 2021 nominiert. Hier erzielte er 4 Wickets für 2 Runs gegen die West Indies, mit denen er die Tail-Ender abräumte. Im Nachlauf der Weltmeisterschaft erregte er aufsehen, als er die Rassismusvorwürfe von Azeem Rafiq in Yorkshire bestätigte. Daraufhin verblieb er im Team, konnte jedoch nur selten herausragen. Im Juli 2022 gelangen ihm 3 Wickets für 29 Runs gegen Südafrika. Er wurde für den ICC Men’s T20 World Cup 2022, bei dem das Team ins finale einzog. Dort gelangen ihm gegen Pakistan zwei Wickets (2/22), womit er half den Titel zu sichern.
Nach dem Turnier gelangen ihm in der ODI-Serie in Australien drei Wickets (3/57). In den weiteren ODI-Serie der Saison erzielte er drei Wickets in Südafrika (3/68) und vier weitere (4/45) in Bangladesch. Er war dann Teil des Kaders beim Cricket World Cup 2023 und erzielte dabei je drei Wickets gegen Afghanistan (3/42) und die Niederlande (3/54). Zu dem Zeitpunkt war er der beste Twenty20-Bowler in der Rangliste des Weltverbandes. Im folgenden Sommer fand dann der ICC Men’s T20 World Cup 2024 statt, bei dem er gegen den Oman vier Wickets (4/11) erreichte und al Spieler des Spiels ausgezeichnet wurde.